# Robert François Damiens
Robert-François Damiens (La Thieuloye, 9 gennaio 1715 – Parigi, 28 marzo 1757) è stato l'autore di un fallito tentativo di regicidio ai danni di Luigi XV di Francia.
Fu l'ultima persona in Francia a essere condannata a morte per mezzo dello squartamento, dopo François Ravaillac.

## Biografia

### I primi anni
Nato vicino ad Arras, nella regione dell'Artois, da contadini impoveriti, Damiens si arruolò molto giovane nell'esercito e, dopo essere stato congedato, trovò impiego come domestico prima presso il collegio dei gesuiti di Parigi e dopo presso Madame de Sainte-Reuze, amante del marchese Marie-Constance Filleul de Marigny. Perse questa occupazione su richiesta dell'amante della Sainte-Reuze, che lo riteneva pericoloso per la sua cattiva condotta. Così accadde puntualmente anche per altri impieghi, tanto da meritargli il soprannome di Robert le Diable (Roberto il Diavolo). Instabile e violento, aveva compiuto in quella casa un furto di una certa entità. I periodi in cui era stato a servizio presso altri padroni, quasi tutti appartenenti all'ambiente della magistratura, non erano stati lunghi.
Secondo alcuni autori, potrebbe essere rimasto suggestionato dalle dispute che videro opposto il Parlamento di Parigi, una delle istituzioni dell'ancien régime, a papa Clemente XI, seguite al rifiuto da parte del clero di amministrare i sacramenti ai giansenisti e ai convulsionari e, in seno all'atmosfera surriscaldata da scontri e polemiche, potrebbe avere maturato l'idea che la morte del re avrebbe consentito di ristabilire la pace. Tutto quel che si può dire con certezza è quanto sostenuto più tardi da Damiens stesso, il quale asserì sempre di aver voluto solo spaventare il monarca, senza cagionargli alcuna seria ferita.

### L'attentato al re
Nel 1757, troppo raffreddata per seguire la corte al Trianon, Madame Victoire era rimasta nel suo appartamento a Versailles, dove il 5 gennaio il re, suo padre, andò a farle visita. Dopo avere trascorso un po' di tempo con lei, Luigi XV ripartì per il Trianon, dove avrebbe dovuto festeggiare l'Epifania. Alle sei meno un quarto, mentre si apprestava a risalire sulla propria carrozza, Damiens, che si trovava nei pressi, si aprì un varco tra i ranghi della sua guardia, gli si gettò addosso, ferendolo in modo non grave al fianco destro con una lama di coltello lunga appena otto centimetri per poi fuggire.
Il re fece due passi in avanti, barcollò, si appoggiò a de Montmirail, quindi si voltò verso il delfino e il duca Louis de Noailles d'Ayen, e sussurrò: "Ho appena ricevuto un pugno terribile." A quelle parole si portò la mano al petto e la ritrasse insanguinata, dicendo: "Quell'uomo ha attentato alla mia vita. Non arrestatelo e non fategli del male." Rimasto sul luogo del misfatto, non fece alcun tentativo di ferire ulteriormente il re e si lasciò arrestare dalle guardie senza opporre particolare resistenza. Mentre le guardie si precipitavano sul colpevole, il re venne portato nella sua stanza, spogliato e sdraiato sul letto, direttamente sul materasso. Germain Pichault de La Martinière, il suo chirurgo, accorso subito dal Trianon, esaminò la ferita superficiale e dichiarò che non era pericolosa, nonostante avesse già perso abbastanza sangue, e che l'arma non era avvelenata. Trasferito nella prigione di Versailles per ordine di Jean-Baptiste Machault d'Arnouville, fu sottoposto a una prima tortura: gli furono bruciati i piedi e i polpacci con un ferro rovente per farlo parlare. Si dibatté finché poté, ma non fece nomi.

### Il processo

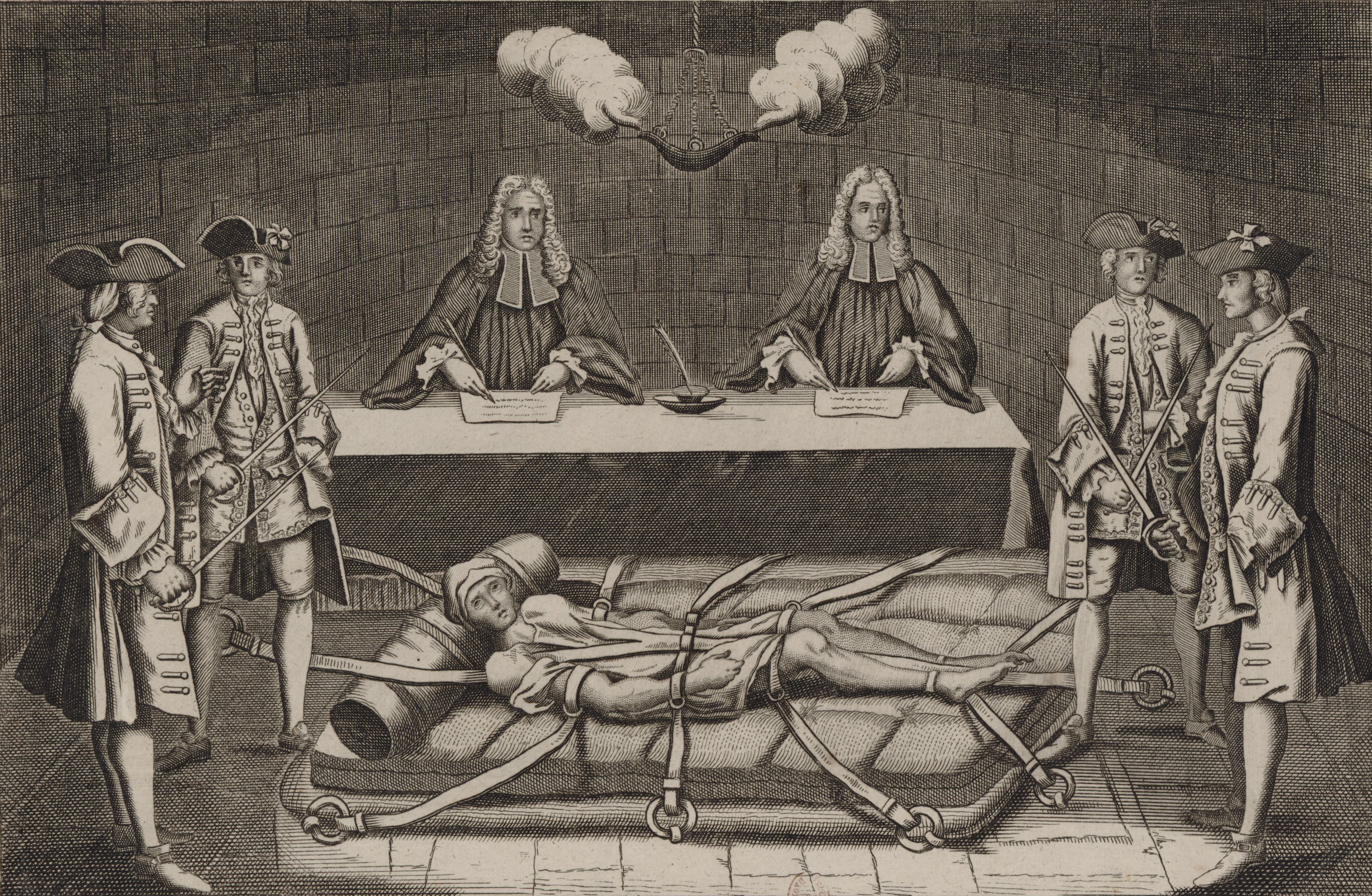
Damiens davanti ai suoi giudici allo Châtelet.

Il re era disponibile al perdono, ma il parlamento, volendo ingraziarsi il sovrano, fu inflessibile. Venne incarcerato alla Conciergerie, nella torre Montgomery, dove un tempo era stato rinchiuso François Ravaillac. Anche i membri della sua famiglia vennero arrestati e imprigionati. Il re lo chiamava "quel signore". Fu interrogato e duramente torturato allo scopo di fargli confessare l'identità di suoi eventuali complici o mandanti, ma tali tentativi di scoprire un possibile complotto si conclusero con un nulla di fatto. Nella speranza di carpirne i segreti, i magistrati chiesero alle guardie, che non lo lasciavano un solo attimo, di trascrivere su un registro i pensieri che egli esprimeva liberamente. Ma anche quell'espediente non portò a nulla di più rispetto a quanto era emerso durante gli interrogatori.
Egli affermava di avere attentato alla vita del re perché non aveva ascoltato le rimostranze del suo parlamento, di non avere voluto uccidere il re, ma solo esortarlo a pensare alla miseria del suo popolo. Si mostrava, inoltre, preoccupato di sapere se il parlamento fosse stato ripristinato, se l'arcivescovo fosse sempre a Conflans e se si rifiutassero ancora i sacramenti. Accusava monsignor Beaumont di essere la causa dei disordini religiosi e affermava che non ci sarebbe stata pace sociale finché la chiesa non avesse obbedito al parlamento. Sosteneva, inoltre, che Dio lo avrebbe perdonato, perché moriva per il suo popolo, che il re aveva dei cattivi consiglieri e che i ministri gli nascondevano la maggior parte degli affari.
Agli occhi dei magistrati, era solo uno squilibrato, il cui debole intelletto era stato riscaldato da discorsi fraintesi, ascoltati nei pressi del palazzo di giustizia e nelle locande, ma anche in casa dei suoi ex padroni. Tuttavia, trattandosi per lo più di consiglieri che sedevano in parlamento, i giudici insistettero sulla follia del criminale. Il processo si aprì il 12 febbraio 1757, seguito da dieci discussioni, durante le quali i giudici diedero prova di un particolare rigore, nell'intento di allontanare ogni sospetto dal parlamento. Il presidente della Chambre aux Requêtes, Hénault, che sedeva tra loro, lo giudicava così:
Dal momento che aveva sempre negato di essere al corrente della dottrina regicida, si accettò la tesi del "mostro" solitario, debole di mente, che soddisfaceva tutti. Giudicato per tentato regicidio, il 26 marzo 1757 fu condannato a morte dal Parlamento di Parigi, con sentenza da eseguirsi secondo l'atroce e complesso rituale dello squartamento, previsto per gli autori di misfatti reputati particolarmente efferati e che richiedessero una forma di condanna particolarmente severa.

### L'esecuzione

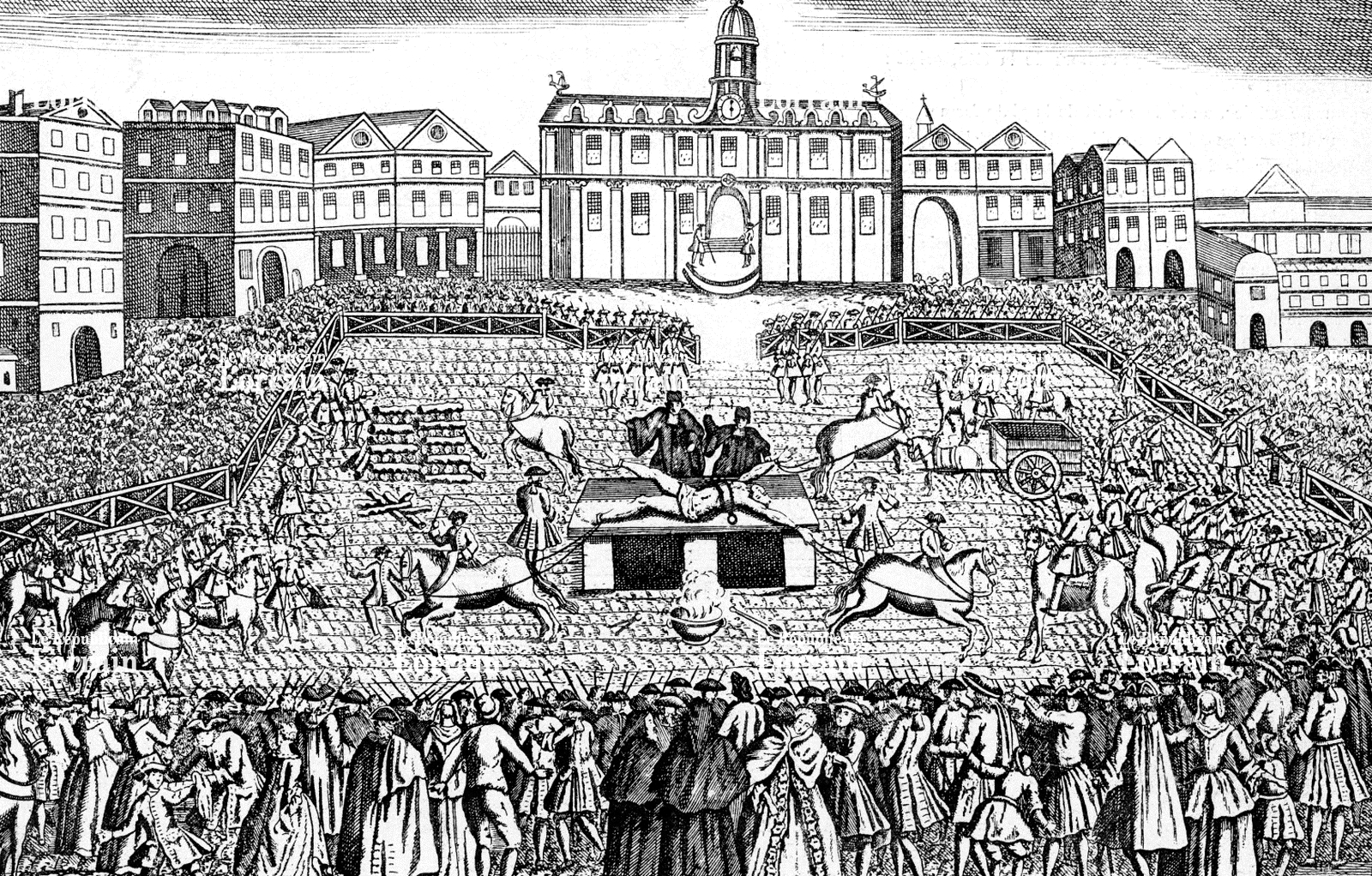
Supplizio di Damiens.

Il 28 marzo 1757, alle tre del pomeriggio, fu condotto tra una folla immensa sulla Place de Grève, oggi Place de l'Hôtel-de-Ville, a Parigi, dove ebbe luogo l'esecuzione. Costretto ad impugnare l'arma del delitto, subì in primo luogo il supplizio di vedersi bruciare con lo zolfo rovente la mano che aveva colpito il sovrano. Non fu che l'inizio di uno spettacolo orribile, condotto dal boia coadiuvato da ben sedici assistenti e che ebbe tra i suoi testimoni anche Giacomo Casanova, parte di una platea nella quale molti ricorderanno di essere stati costretti a distogliere lo sguardo, incapaci di sostenere sino in fondo l'atrocità del prolungato supplizio. Alcune gran dame si ostinarono ad assistervi, ma la loro presenza a un simile supplizio scandalizzò la corte, che preferì stendere un velo pietoso sull'abominevole punizione inflitta al condannato.
A Damiens, fissato su una tavola di legno con dei cerchi di ferro, venne quindi aperto il ventre e sulla piaga venne versata una miscela rovente di piombo fuso, olio, cera e resina di pino. L'operazione venne ripetuta sugli arti. A Damiens, che restò cosciente, vennero quindi offerti i conforti religiosi prima che si tentasse di squartarlo. Le gambe e le braccia del condannato vennero fermamente fissate a quattro cavalli, che vennero spronati in direzioni opposte. Ma gli arti del condannato non cedettero e, mentre il supplizio si prolungava ormai per ore, da quasi mezza giornata, si giunse alla decisione di aiutare l'opera dei quadrupedi incidendo con dei coltelli le giunture del morituro, che solo in tal modo cedettero. Ridotto ad un tronco sanguinante, ustionato e sventrato, era ancora in vita quando i suoi resti, raccolti assieme, vennero gettati su un rogo. In seguito, anche l'intero resto del corpo venne bruciato.
Nessuno insorse contro la barbarie del castigo, tranne blandamente qualche filosofo illuminista e il citato Casanova: il regicidio era punito così. Disperse le ceneri al vento, si concluse in questo modo un'esecuzione la cui crudeltà, persino grottesca, era tale che l'introduzione della ghigliottina, qualche anno dopo, fu senz'altro vista come un vero progresso umanitario. Il giorno successivo, la sua casa fu rasa al suolo e fu emesso un decreto che ne vietava la ricostruzione. Il padre, la moglie e la figlia furono banditi dal regno, con minaccia di esecuzione immediata in caso di ritorno, mentre al resto della famiglia, inclusi i fratelli e le sorelle, fu imposto il cambio del nome. Il re non volle assistere, e rimase molto turbato al resoconto.
Dopo l'attentato, le malelingue si scatenarono, tra gli scritti clandestini che esprimevano con violenza il malessere del regno. Damiens non appariva né come un fanatico isolato, né come lo strumento di una fazione politica, ma piuttosto come il portavoce del popolo disorientato, oberato dalle tasse e ansioso di trovare capri espiatori e difensori al tempo stesso. Voltaire e la maggior parte dei filosofi videro in lui un simbolo del fanatismo che disonorava il secolo di Luigi XV con il suo arcaismo. La sua esecuzione è stata descritta e discussa in diverse opere di importanti autori, da Michel Foucault a Peter Weiss.

## Influenza culturale

### Cinema
- Luigi XV - Il sole nero (2009), interpretato da Alexandre Carrière.